# Max Carl Gritzner

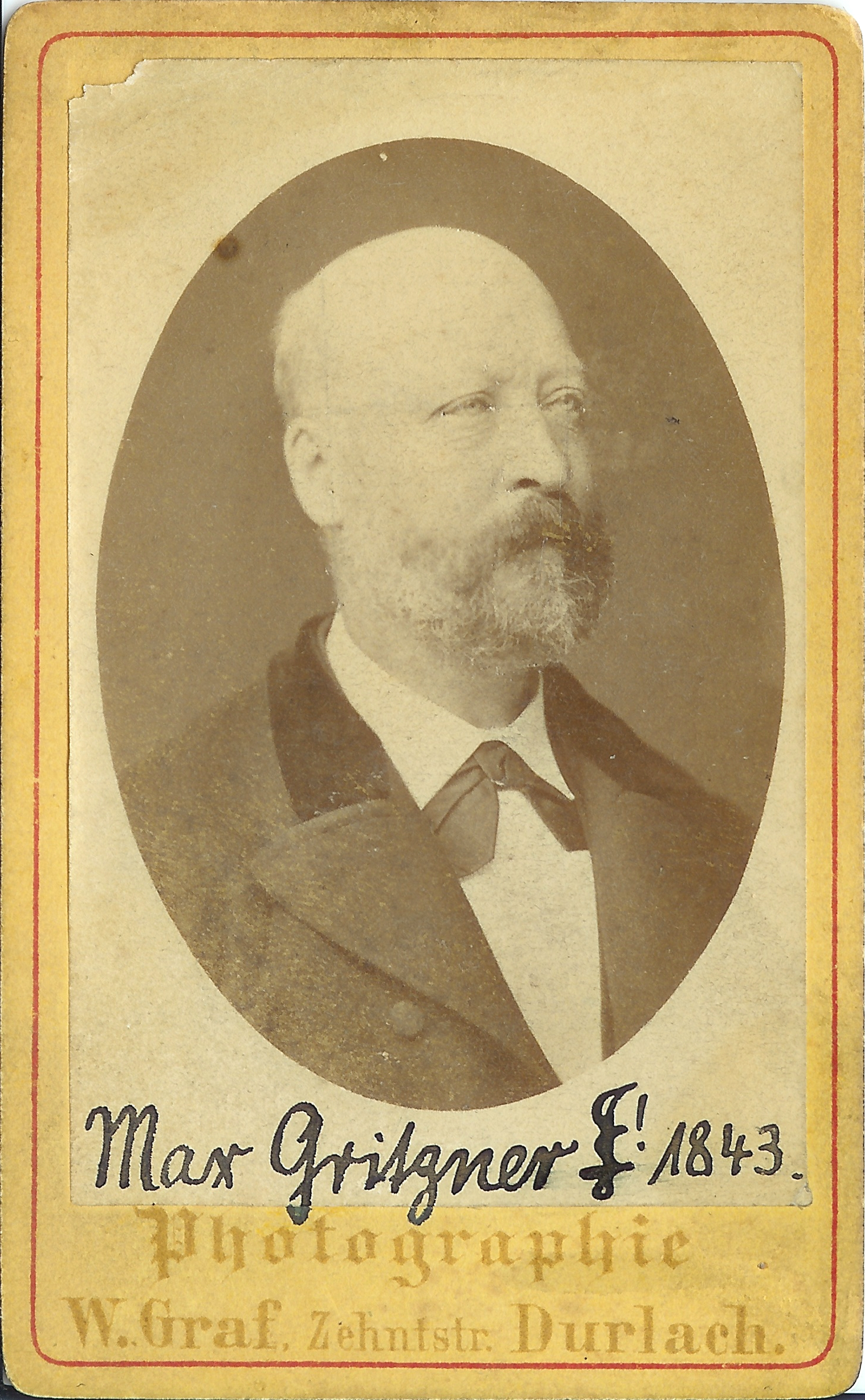
Max Gritzner mit Zirkel der Karlsruher Burschenschaft Teutonia

Max Carl Gritzner (* 12. April 1825 in Wien; † 10. September 1892 in Durlach) war ein österreichisch-US-amerikanischer Maschinenbauingenieur, Unternehmer und Erfinder.

## Leben
Nachdem Gritzner drei Jahreskurse an der Polytechnischen Schule Wien besucht hatte, studierte er von Herbst 1843 bis 1846 am Polytechnikum Karlsruhe, wo er für die Mathematik- und Maschinenbau-Klassen eingeschrieben war. Der Kontakt nach Karlsruhe kam wahrscheinlich über Gritzners Vetter Ferdinand Redtenbacher zustande, der in Karlsruhe als Professor lehrte. Während seines Studiums war Gritzner 1843 einer der Gründer der Karlsruher Burschenschaft Teutonia.
Gritzner wanderte am 11. Mai 1850 über Liverpool in die USA aus. Er gab 1858 die österreichische Staatsbürgerschaft auf und wurde US-Bürger. Vermutlich hat Gritzner bei den Singer-Werken die Herstellung von Nähmaschinen kennengelernt. Nach seiner Rückkehr gründete er mit seinem Vater Maximilian Joseph Gritzner 1872 in Durlach die Gritzner-Werke. Er erfand den zweimal umlaufenden Greifer ohne Brille und rüstete seine Maschinen mit einem Spulenkapselheber, einem umlaufenden Fadengeber und einer gesteuerten Fadenspannung aus. Seine Idee wurde allerdings erst viel später populär, als die US-amerikanischen Nähmaschinenhersteller sie übernahmen.
Gritzner war mit Pauline geb. Marx verheiratet, das Paar hatte zwei Söhne.

## Ehrungen
1912 wurde nach ihm die Gritznerstraße in Karlsruhe-Durlach benannt.

## Schriften (Auswahl)
- Flüchtlingsleben. (mit einem einleitenden Kapitel von Moritz Hartmann) 1867. (Online)